# Losdorp
Losdorp est un village néerlandais située dans la commune de Delfzijl dans la province de Groningue.
Le village de Losdorp était construit sur un tertre. Le tertre a été restauré en 2003 pour être ramené à sa hauteur historique.
En 1840, le village comptait 19 maisons et 94 habitants. Jusqu'en 1990, Losdorp faisait partie de la commune de Bierum.